# Banjo-Tooie
(Banjo, un attimo prima che spunti un boss)

Schermata del gioco

Banjo-Tooie è un videogioco a piattaforme sviluppato da Rare e pubblicato nel 2000 da Nintendo per la console Nintendo 64. È il secondo gioco della serie Banjo-Kazooie e racconta il tentativo di Banjo e Kazooie di sventare i piani della strega Gruntilda e delle sue sorelle. Il gioco è stato nuovamente pubblicato nel 2009 per la Xbox 360 e inserito nella raccolta Rare Replay, uscita nel 2015 per Xbox One. A partire dal 25 ottobre 2024 il gioco è giocabile anche su Nintendo Switch tramite il servizio Nintendo Switch Online.

## Trama
Sono passati due anni da quando la strega Gruntilda è stata sconfitta, per ben due volte, da Banjo e Kazooie. La strega ha chiesto al suo servitore Klungo di chiamare le sorelle Mingella e Blobbelda. In una notte tempestosa le due streghe arrivano a Spiral Mountain a bordo di un escavatore chiamato Hag 1 e rimuovono il masso sotto cui la sorella Gruntilda è rimasta prigioniera fin dallo scontro finale in Banjo-Kazooie. Il suo fisico appare provato della lunga permanenza sotto terra, infatti le è rimasto solo un mucchio di ossa. Intanto Banjo, Kazooie, lo sciamano Mumbo Jumbo e la talpa Bottles stanno giocando a poker nella casa di Banjo, ignari della resurrezione della loro peggior nemica. Le vibrazioni emesse dall'escavatore vengono comunque percepite nella casa. I quattro continuano a giocare ma la curiosità e la preoccupazione li opprimono, così Mumbo decide di uscire e indagare. Nascosto dietro una pietra, lo sciamano per la seconda volta, proprio come due anni prima, origlia un discorso delle tre streghe e scopre che hanno intenzione di assassinare Banjo, così corre ad avvertire gli amici. Le streghe si accorgono della sua presenza e Gruntilda decide di inseguirlo nella sua fuga. Mumbo fa in tempo ad avvertire gli amici, i quali riescono a scappare ma Bottles, credendo che sia uno scherzo, rimane fermo. Gruntilda raggiunge la casa di Banjo e consuma la sua vendetta scatenando un potente sortilegio che la manda in fiamme mentre Bottles è ancora dentro. Dopo di che le tre sorelle se ne vanno lasciando indietro alcuni mostriciattoli, con l'ordine di devastare la montagna. All'alba Bottles con le ultime forze si trascina fuori dalla casa di Banjo bruciata e si accascia morente sotto gli occhi di Banjo, Kazooie e Mumbo.
Al servitore Klungo è affidato il compito d'impedire il passaggio a Banjo e Kazooie ma i due protagonisti hanno la meglio e, sul percorso scavato dall'escavatore, giungono nel villaggio dei jinjo. Si recano al cospetto di Re Jingaling, che dona loro il primissimo "jiggy" (il classico tassello di puzzle) di quest'episodio della saga. Intanto le tre streghe hanno raggiunto il laboratorio presso la Cauldron Keep. Gruntilda, ridotta a poco più di uno scheletro, desidera un corpo nuovo. La sua brama può essere esaudita dal B.O.B (Big O Blaster), un grande macchinario in grado di trasferirle l'energia vitale carpita a chi venga investito dal suo raggio. Il macchinario viene azionato e il suo fascio colpisce il palazzo reale del villaggio dei jinjo. La reggia si trasforma in un antro spettrale e il Re Jingaling, al suo interno, viene privato della sua energia vitale diventando uno zombie. Banjo e Kazooie lasciano il palazzo e si dirigono nella casa di Bottles. Parlando con la moglie Mrs Bottles e coi figli Googles e Speccy, Banjo capisce che la famigliola è ignara della tragica fine di Bottles ma non ha il coraggio di dirglielo. Dopo aver appreso una nuova abilità, raggiungono Wooded Hollow. Grazie al jiggy donato da Jingaling, un altro sovrano ossia Master Jiggywiggy, il re dei jiggy, apre loro il Mayahem Temple, il primo dei mondi che i due eroi dovranno esplorare.
Dopo aver affrontato miniere, terre preistoriche, cupe e maleodoranti industrie e grandi lagune, e dopo aver viaggiato per l'isola con alcuni Styracosauri, Banjo e Kazooie raggiungono la cima dell'isola. Arrivati alla Cauldron Keep, Banjo e Kazooie vengono sfidati per l'ultima volta da Klungo e riescono a battere Mingella e Blobbelda al Tower of Tragedy Quiz (le sorelle verranno successivamente eliminate da Gruntilda stessa). Dopo di che Banjo e Kazooie arrivano nella sala del B.O.B. con il quale riportano in vita sia Bottles che Jingaling il quale arriva con Klungo, diventato buono poiché stufo della servitù alla strega e liberato da Banjo e Kazooie dalla maledizione di Gruntilda. Tutti insieme vanno a casa delle talpe dove preparano una festa.
Nel frattempo il duo sale sulla torre del castello e annienta Gruntilda facendola esplodere insieme all'escavatore. Una volta vinto, Banjo, Kazooie, Humba Wumba, Mumbo Jumbo e il sergente Jamjars (il fratello di Bottles) giungono in casa della risorta talpa ma si è fatto tardi e la festa è terminata. Allora Kazooie ha un'idea: così tutti, tranne Bottles e Klungo, ritornano sul tetto della Cauldron Keep e incominciano a giocare a calcio con la testa della strega, che è rimasta intatta, mentre l'ippopotamo-capitano Blubber guida l'astronave di Witchyworld. Gruntilda perde accidentalmente un occhio ma minaccia di vendicarsi nel prossimo gioco della serie.

## Modalità di gioco

### Differenze conBanjo-Kazooie
Banjo-Tooie presenta molte differenze con Banjo-Kazooie.
- Per aprire un nuovo livello è necessario entrare nel tempio di Jiggywiggy e risolvere un piccolo minigioco, mentre nel gioco precedente il giocatore doveva inserire i jiggy all'interno di un puzzle incompleto.
- Nel primo gioco le note musicali erano utilizzate per sbloccare le porte all'interno della torre di Gruntilda, in questo gioco sono utilizzate come valuta per apprendere le nuove abilità da Jamjar.
- In Banjo-Tooie sono presenti molteplici tipi di uova, mentre nel gioco precedente era presente un solo tipo.
- Nel primo gioco i jinjo erano suddivisi in nove per colore; ogni livello conteneva cinque jinjo di colore diverso, e per ottenere il jiggy a loro associato il giocatore doveva solo salvare i cinque jinjo di quel livello. Qui i jinjo sono suddivisi in nove colori diversi, e ciascuna specie è composta da un numero diverso di jinjo. Per ottenere il jiggy di ogni specie il giocatore dovrà trovare tutti i jinjo di quella specie.
- Poiché i livelli sono molto più grandi di quelli del gioco precedente, gli sviluppatori hanno inserito una serie di pedane che permettono al giocatore di teletrasportarsi nei punti di interesse più importanti di ciascun livello. I livelli sono, oltre che di dimensioni maggiori, anche più complessi dei livelli del gioco precedente; in Banjo-Kazooie il giocatore poteva completare il livello utilizzando le mosse che aveva appreso fino ad allora, mentre in Banjo-Tooie diversi puzzle richiedono l'uso di abilità e oggetti che verranno sbloccate o raccolti solo più avanti (obbligando il giocatore a fare più volte retromarcia nel corso del gioco).
- Mentre nel primo gioco Mumbo era presente solo in cinque dei nove livelli, in Banjo-Tooie Mumbo e Humba Wumba dimorano in tutti i livelli del gioco.

### Trasformazioni
Nel corso del gioco Banjo e Kazooie possono subire trasformazioni varie come in Banjo-Kazooie. A trasformarli se ne occupa Humba Wumba in cambio di un Glowbo, una creaturina magica solitamente vicina alla Tenda di Humba. A Pine Grove, risiede Humba Wumba che, in cambio del Mega Glowbo che si trova in una zona di Halfire Peaks – Icy Side (accessibile solo da Glitter Gulch Mine), trasforma Kazooie in un Drago il quale sputa fiamme e ha le uova di fuoco infinite.
Se, a Terrydactiland, Mumbo ingrandisce la tenda di Humba, lei trasforma Banjo in un T-Rex adulto anziché piccolo. Anche in questo gioco, come in Banjo-Kazooie, si può diventare un'ape, con la differenza che qui può sparare pungiglioni. La Lavatrice, che in questo gioco è una trasformazione, c'era anche in Banjo-Kazooie, sbloccando l'ultimo dei trucchi che Bottles rivelerà se si batte il record del Puzzle Challenge nella casa di Banjo.
| Livello              | Animale (o oggetto)      |
| -------------------- | ------------------------ |
| Isle O' Hags         | Kazooie Drago            |
| Mayahem Temple       | Pietra                   |
| Glitter Gulch Mine   | Detonatore               |
| Witchyworld          | Automobile               |
| Jolly Roger's Lagoon | Sottomarino              |
| Terydactiland        | Baby T-Rex / Daddy T-Rex |
| Grunty Industries    | Lavatrice                |
| Halfire Peaks        | Palla di neve            |
| Cloud Cukooland      | Ape                      |

### Multigiocatore
Alcuni dei minigiochi trovati nell'avventura principale sono giocabili nella modalità multigiocatore che include fino a quattro giocatori.

## Personaggi
- Banjo: un orso piuttosto confuso.
- Kazooie: una pennuta che dimora nello zaino di Banjo.
- Gruntilda: la strega che vuole vendicarsi su Banjo e Kazooie.
- Mumbo Jumbo: lo sciamano che aiuta il duo con la sua magia. In questo episodio è un personaggio giocabile.
- Sergeant Jamjars: fratello di Bottles. Insegna a Banjo e Kazooie nuove abilità, ricoprendo il ruolo che aveva Bottles nel primo gioco.
- Humba Wumba: Rivale di Mumbo, che in questo gioco ricopre il ruolo che aveva Mumbo nel gioco precedente.
- Klungo: Aiutante di Gruntilda.

## Ambientazione
- Spiral Mountain (Monte Spira)

- Isle O'Hags (Isola delle Streghe)

### Livelli
I livelli sono tutti collocati nell'isola O'Hags e sono tutti collegati tra loro. Spesso Banjo e Kazooie devono vagare per più livelli per portare a termine la stessa missione, aprendo alcuni passaggi e la stazione del Treno Chuffy.
- Mayahem Temple (Tempio Maya): Livello Maya, c'è il tempio di Targiztan, il Dio della popolazione.
- Glitter Gulch Mine (Miniera Rio Dorato): Qui abitano Bill e Old King Koal (re della caldaia). Quest'ultimo è il pilota del treno che passa per Witchyworld, Cliff Top (Isle O'Hags), Terrydactiland, Grunty Industries e Halfire Peacks (Ice Side e Lava Side), e ve lo lascerà guidare quando sarà sconfitto.
- Witchyworld (Mondo Stregato): Il parco di Gruntilda comprende la zona dell'Inferno, la zona del Far West e la zona Spaziale. Ritornano Gobi insieme a uno Styracosauro (nuovo personaggio in comune con Terrydactiland), Conga e i figli di Boggy.
- Jolly Roger's Lagoon (Laguna di Jolly Roger): C'è la locanda di Jolly Roger e il noleggio di acquascooter di Blubber, l'ippopotamo del gioco precedente.
- Terrydactiland (Terridattilandia): Livello preistorico. Questa locazione è fantastica dato che vi sono uomini preistorici contemporanei ai Dinosauri. La zona prende il nome da Terry, lo pterodattilo sovrano del regno. Qui c'è il Chompasauro, di cui è visibile solo la gamba che vuole schiacciare Banjo e Kazooie.
- Grunty Industries(Industrie Grunty): Le industrie di Gruntilda. Il capo è Weldar.
- Halfire Peaks (Cime Nevefoco): Un vulcano di lava e uno di neve. Tornano Boggy, Gobi e i parenti dell'orso polare. Banjo e Kazooie devono sconfiggere (scambiati in un primo momento per fornitori di pizza) i fratelli Billi e Willi Chilli.
- Cloud Cukooland (Nube Cuculandia): Il livello si trova in cielo su una nuvola. L'unico a non avere collegamenti diretti con gli altri livelli. Banjo e Kazooie spingono George, un cubetto di ghiaccio, giù dalla montagna facendolo cadere ad Halfire Peaks nel Lava Side, uccidendolo. In questo livello ci sono due Mumbo: uno è quello vero, l'altro è un clone, che è stato probabilmente creato da Gruntilda.
- Cauldron Keep (Torre Calderone): Ultimo livello. Qui Banjo e Kazooie partecipano al Tower of Tragedy Quiz contro Mingella e Blobbelda. Da qui è raggiungibile la sfida finale con Gruntilda.

## Seguiti e riedizioni
Nel 2009 Banjo-Tooie è stato pubblicato sul marketplace di Xbox Live; sebbene il gioco sia rimasto per lo più invariato, la rimasterizzazione presenta una risoluzione maggiore e l'integrazione della Stop 'N' Swop in connessione con Banjo-Kazooie e Banjo-Kazooie: Viti e bulloni. Nel 2015 la remaster è stata poi inclusa in Rare Replay, un'antologia di giochi pubblicata in occasione dei trent'anni di Rare.
Nel 2003 Rare ha pubblicato Banjo-Kazooie: Grunty's Revenge, un prequel di Banjo-Tooie che ne riprende alcune particolarità, come il personaggio di Jiggywiggy e le uova di fuoco e di ghiaccio; nel 2008 è stato pubblicato invece Banjo-Kazooie: Viti e bulloni,che prosegue la storia di Banjo e Kazooie otto anni dopo gli eventi di Banjo-Tooie.